# バトラーズ〜召しませお嬢様〜
『バトラーズ〜召しませお嬢様〜』（ばとらあず めしませおじょうさま）は、2006年10月27日にTIARAMODEからWindows用に発売された女性向け18禁恋愛アドベンチャーゲーム。2006年11月24日に、アダルトコンテンツの充実を図った追加ディスク『バトラーズ〜召しませお嬢様〜 ナイトモード』も発売され、2009年1月30日に双方のVista対応版が発売された。

## ストーリー
主人公の狭山小鳥は、OLとして慎ましく暮らしていた。だが、ある日母方の実家から迎えにやって来た執事に、母が良家の子女だったことと、結婚を反対されて駆け落ちしていたことを知らされる。母の実家である鈴蘭屋敷に招かれ、お嬢様としての作法を勉強することになった主人公は、天涯孤独ではなかった身の上に驚きながらも、自分のために用意された執事や使用人に助けられ、立派なお嬢様を目指し始める。

## 登場人物

### メインキャラクター
狭山小鳥
声：吉井あき
主人公（名前変更可能）。22歳。小学生の頃に両親を亡くした。真面目で素直だが少し気が弱い。友達が少ない。苦労したため貧乏性で庶民気質が染みついており、お嬢様の生態には疎い。
右京真治
声：氷河流
執事（バトラー）。34歳。とにかく生真面目。自分の父親が主人公の祖父（大隈家）に仕えていた縁もあり、主人公の母親のこともよく知っている。
クリス・ブレア
声：魁皇楽
執事補佐（アンダー・バトラー）。24歳。イギリス人。無愛想だが、心を許した者には気遣いを見せる。孤児だった自分を大事にしてくれた前の主人を忘れられずにいる。イギリスの執事養成学校を首席で卒業した。
紫堂龍哉
声：ヘンリー・パロウズ
フットマン。26歳。女性を口説き、軟派に振る舞う性格。おしゃれには気を遣う。実は良家の御曹司であり、経営方法を学ぶための修行として大隈家でフットマンに就いた。
藤盛鉄太
声：一条和矢
シェフ。28歳。主人公専用の料理人。料理に関しては妥協しないが、京都弁を話す気さくでいたずら好きな性格。
杉浦祐樹
声：川椰珱
ブーツボーイ。21歳。いつも失敗ばかりして右京に怒られ、番犬のアレキサンダーにも侮られている。敬語は苦手で、主人公にもついタメ口で話しかける。実家直伝のコロッケ作りが得意。

### サブキャラクター
大隈正好
声：一一
主人公の祖父。頑固で仕事一徹。最近は気力が衰えてきている。
新崎さつき
声：こいでりこ
主人公の世話を担当するメイド。友達感覚で付き合い、主の幸せを願っている。お姉さんタイプ。
山田
声：如月春夫
正好の執事。主に元気を取り戻してもらうため、孫娘である主人公を探し出した。
大隈可憐
声：神谷奈央
主人公のはとこにあたる生粋のお嬢様。紫堂に好意を寄せていることから、当初は主人公にきつくあたっていた。だが、次第に小鳥と仲良くなる。
朝倉嵩臣
声：小次郎
本家の執事補佐。34歳。ドラマCD「バトラーズ〜鈴蘭屋敷の異邦人〜」シリーズの追加キャラ。執事の仕事を完璧にこなす計算高い自信家。

## スタッフ
- 原画：山下白莉
- シナリオ：日下部春花、平詩野、中条ローザ

## 関連商品

### CD
- バトラーズ〜召しませお嬢様〜 オリジナルサウンドトラック（2007年4月20日/TMCD-001）
- バトラーズ〜鈴蘭屋敷の異邦人〜 ドラマCDシリーズ
  1. 右京編（2007年5月30日発売/BNLV-1001）
  2. クリス編（2007年6月27日発売/BNLV-1002）
  3. 紫堂編（2007年7月25日発売/BNLV-1003）
  4. 藤盛編（2007年8月29日発売/BNLV-1004）
  5. 杉浦編（2007年9月26日発売/BNLV-1005）

### 書籍
- バトラーズ〜召しませお嬢様〜 & ナイトモード 公式ビジュアルファンブック（2007年1月31日発行） ISBN 978-4757733015